# Pelișor, Satu Mare
Pelișor este un sat în comuna Lazuri din județul Satu Mare, Transilvania, România.

 Acest articol despre o localitate din județul Satu Mare este deocamdată un ciot. Puteți ajuta Wikipedia prin completarea lui.